# Anatocismo
Anatocismo (do grego ανατοκισμός, transl. anatokismós, através do latim anatocismus: "usura", "prêmio composto", "prêmio capitalizado"), capitalização de juros, juros compostos ou juros sobre juros são diferentes variações linguísticas para designar um mesmo fenômeno jurídico-normativo, que tem como pano de fundo um contrato de mútuo vencido e não pago, fazendo incidir as rubricas atinentes ao inadimplemento relativo aos juros de mora.
Então, pode-se dizer que o anatocismo ocorre sempre que os juros vencidos são incorporados ao capital, sendo levados em conta no cálculo da base de cálculo para vindouros encargos moratórios, gerando o que se exprime coloquialmente como "bola de neve". É associado ao ramo econômico como juros sobre juros  e taxas econômicas capitalizadas.

## Definição
Como conceito de Direito Civil, o anatocismo é a cobrança de juros sobre o juro vencido e não pago, que incorporar-se-á ao capital desde o dia do vencimento. É a capitalização dos juros, não admitida legalmente, mesmo que expressamente convencionada em contrato, salvo em operações regidas por normas especiais. Já como conceito de Direito Comercial, o anatocismo é a cumulação dos juros vencidos aos saldos liquidados em conta corrente de ano a ano, permitindo-se a contagem posterior dos juros sobre os saldos apurados.
Exemplo ilustrativo de anatocismo
Um título de $ 100,00 com valor de mora de 1% ao dia, vencido há 3 dias, com acúmulo do juro ao valor principal do título:
- 1º dia: $ 100,00 + $ 1,00 = $ 101,00;
- 2º dia: $ 101,00 + $ 1,01 = $ 102,01;
- 3º dia: $ 102,01 + $ 1,02 = $ 103,03.

Neste exemplo há acréscimo de $0,03 (três centavos) em consequência dos juros sucessivos adicionados ao valor principal de $ 100,00 mais o valor da mora diária de $ 1,00; ao passo que, se o cálculo incidisse sobre o valor principal caberia somente o acréscimo de $ 1,00 (uma unidade monetária) ao dia totalizando apenas $ 103,00.

## O instituto no Direito Romano
Os romanos usavam da expressão latina usurae usurarum para designar a ideia de anatocismo.  A prática era permitida antes de cumprimento de uma anualidade , até que mesmo o anatocismus aniversarius foi proibido por um senatus consultum do tempo da República.  Contudo não tinha a proibição eficácia prática, pois fora concedido acumular-se ao capital juros do tempo passado ou futuro e sobre ele estipular-se juros.  Justiniano estendeu a proibição a qualquer hipótese de capitalização de juros com a L.28,C., de usuris, 4, 32.
Não se considerava o anatocismo se o credor recebesse juros e emprestasse, de novo, a quantia recebida, parte, ou mais do que ela, pois com o recebimento, os juros deixariam de ser acessórios e, portanto, de ser juros.  A posse do dinheiro podia ser transferida brevi manu, o que tornava difícil a prova da fraude, importando apenas a não imposição pelo credor.

## O anatocismo em outros ordenamentos
Os conceitos de anatocismo contidos em ordenamentos jurídicos diferentes podem servir como paradigmas comparativos em relação às disposições do sistema jurídico brasileiro. Os sistemas jurídicos português, italiano e francês podem ser considerados paradigmas importantes na formatação do direito privado brasileiro. O sistema estadunidense é, sem dúvidas, de especial interesse também, na medida em que tem exercido influência direta sobre as práticas bancárias brasileiras, além de oriundo do principal centro do capitalismo mundial.
O Código Civil português dispõe que a capitalização de juros é possível, mas somente na hipótese de convenção posterior ao vencimento que disponha isso, bem como na hipótese de ser feita uma notificação judicial ao devedor para que pague, sob pena de capitalização. Mas, assim como no Brasil, lá só podem ser capitalizados juros anualmente.
Vejamos:
Art. 560 - Para que os juros vencidos produzam juros é necessária convenção posterior ao vencimento; pode haver também juros de juros, a partir da notificação judicial feita ao devedor para capitalizar os juros vencidos ou proceder ao seu pagamento sob pena de capitalização. Só podem ser capitalizados os juros correspondentes ao período mínimo de um ano.
No Código Civil italiano, há entendimento semelhante. Os juros vencidos só produzem efeitos a partir do dia do pedido judicial para tanto, ou por efeito de convenção posterior ao vencimento, sendo que a capitalização só pode ocorrer após um período de 6 meses. No Brasil, com algumas exceções em normas especiais, só é permitida a capitalização anual, o que difere do sistema italiano, onde a regra é a permissão da capitalização a partir de 6 meses de juros devidos. O art. 1 282 do Código Civil Italiano dispõe: “Na falta de uso contrário, os juros vencidos só podem produzir juros do dia do pedido judicial, ou por efeito de convenção posterior ao seu vencimento, e sempre que trate de juros devidos pelo menos por 6 meses”.
Por sua vez, no Código Civil francês, conhecido também por Código de Napoleão, considerado pela maioria dos juristas como o pai de todos os códigos, o entendimento assemelha-se bastante ao do sistema português, aproximando-se do sistema brasileiro por permitir a capitalização apenas anual como regra: “Art. 1 154 - Os juros vencidos dos capitais podem produzir juros, quer por um pedido judicial, quer por uma convenção especial, contando que, seja no pedido, seja na convenção, se trate de juros devidos, pelo menos, por um ano inteiro.”
Nos Estados Unidos, em 22 de janeiro de 2009, durante o governo de Barack Obama, foi votado e lançado, o Credit Card Act. Esse diploma traz regras que visam evitar e superar o endividamento, tratando, dentre outras matérias, da capitalização de juros. Assim como as congêneres brasileiras, as administradoras de cartões de crédito estadunidenses estavam ensejando a cobrança de taxas incompreensíveis e utilizando práticas que favorecem a inadimplência do consumidor. Dentre as disposições desse diploma, está a proibição de diversas práticas bancárias, inclusive o chamado double-cyclebilling (“ciclo duplo de faturamento”), que é a espécie de capitalização de juros lá praticada. Com o novo diploma, os encargos financeiros sobre os saldos de cartões de crédito em circulação devem ser calculados com base nas compras feitas no ciclo atual - e não voltar ao ciclo de faturamento anterior - para o efeito de cálculo de juros. A proibição do chamado ciclo de dois ou ciclo duplo de faturamento se baseia no fato de que ele prejudica os consumidores que pagam os seus saldos, pois, no faturamento seguinte,  são atingidos pelos encargos financeiros do ciclo anterior, ainda que tenham pagado a conta na íntegra.

## Desenvolvimento histórico do instituto no ordenamento brasileiro

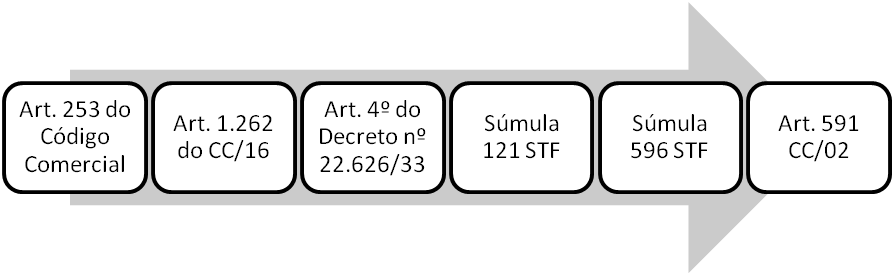
Anatocismo - principais marcos normativos brasileiros

A primeira legislação a cuidar da matéria foi o Código Comercial em seu art. 253 (hoje revogado pelo Código Civil de 2002), estabelecendo a proibição da contagem de juros sobre juros:
Art. 253, Código Comercial – É proibido contar juros de juros; esta proibição não compreende a acumulação de juros vencidos aos saldos liquidados em conta corrente de ano a ano. Depois que em juízo se intenta ação contra o devedor, não pode ter lugar a acumulação de capital e juros.
Todavia, tal vedação não compreendia a cumulação de juros vencidos aos saldos liquidados em conta-corrente de ano a ano. Neste caso, havendo periodicidade anual, seria permitida a capitalização dos juros.
Posteriormente, o Código Civil de 1916 estabeleceu em seu art. 1 262 ser permitido, por cláusula expressa no contrato, a fixação de juros ao empréstimo de dinheiro ou outras coisas fungíveis, sendo que estes juros poderiam fixar-se abaixo ou acima da taxa legal (art. 1 062), com ou sem capitalização:
Art. 1.262, Código Civil de 1916 – É permitido, mas só por cláusula expressa, fixar juros ao empréstimo de dinheiro ou de outras coisas fungíveis. Esses juros podem fixar-se abaixo ou acima da taxa legal, com ou sem capitalização.
Com o advento do art. 4º do Decreto n. 22 626/33 e a súmula 121 do STF, a proibição foi corroborada e, mais uma vez, houve a legitimação do anatocismo caso adotasse como parâmetro a anualidade. Segundo esta mesma súmula: “É vedada a capitalização de juros, ainda que expressamente convencionada”.
Cabe ressaltar que na década de 70, a súmula 596 do STF liberou as instituições financeiras da Lei da Usura, mas apenas o atinente às taxas de juros e outros encargos cobrados nas operações realizadas. Segundo ela:
As disposições do Decreto 22 626 de 1933 não se aplicam às taxas de juros e aos outros encargos cobrados nas operações realizadas por instituições públicas ou privadas, que integram o sistema financeiro nacional (Súmula 596 do STF).
Nesta época, a realidade econômica era caracterizada pelas fontes de captação de recursos com juros baixos e a economia ainda se encontrava razoavelmente organizada. Foi apenas na década de 80 que ela entraria em colapso com o elevado endividamento e o descontrole inflacionário. A elevação dos juros era a única alternativa viável para administração do Estado, levando o sistema financeiro a um quadro caótico e extremamente preocupante.
Gradualmente, os tribunais superiores foram firmando a admissão da capitalização, vez que no caso da intermediação financeira realizada pelos bancos, obrigatoriamente ocorrerá o repasse do dinheiro pelo seu custo juntamente com o spread bancário (comissão).Inicialmente, o STF admitiu a capitalização semestral de juros quando as operações forem regidas por leis especiais que nela expressamente consentem, com o julgamento do Recurso Extraordinário 90 341/80, de relatoria do Ministro Xavier de Albuquerque. Mais tarde, o STJ reconheceu a legalidade da capitalização mensal de juros, como se verá posteriormente, com a consequente edição da súmula 93: “A legislação sobre cédulas de crédito rural, comercial e industrial admite o pacto de capitalização de juros”.

## Anatocismo no Código Civil de 2002
Atualmente, o CC/02 disciplina o assunto em seu art. 591 normatizando que caso o mútuo seja destinado a fins econômicos, presumem-se devidos os juros que não poderão exceder as taxas definidas no art. 406, sendo permitida a capitalização anual.
Sustentam alguns juristas que o Código Civil de 2002 e atual art. 591, teria derrogado o art. 253 do Código Comercial. Todavia, segundo Pontes de Miranda, não havia a questão da proibição do anatocismo nem a não estipulabilidade dos juros de juros. O que se estabeleceu no Código Comercial e posteriormente foi repassada no art. 4º do Decreto nº 22 626 foi a incontabilidade deles. A proibição que o artigo impõe à contagem de juros de juros não seria uma vedação ao anatocismo, mas apenas a que se contem juros quando não forem estipulados.
Cláusulas abusivas são nulas de pleno direito, conforme disposição do caput do artigo 51 da Lei 8 078/90, do Código de Defesa do Consumidor: “As instituições financeiras não estão sujeitas a limites na cobrança de juros, sendo vedado o intervencionismo judicial nos contratos privados, salvo nos casos de evidente abusividade”. (5ª Turma Cível TJDF, APC nº 2004.01.1.110265-3, DJ de 21 de maio de 2009, p. 66). O entendimento nas Cortes, não justifica a cobrança de juros compostos antes do prazo de doze meses, quando esse prazo é alcançado, o anatocismo é aplicado, em uma só vez, sobre o vencimento anual do mesmo.

## Conceitos básicos para se entender o anatocismo
Juros simples e compostos são conceitos universais, e se referem ao processo de formação dos juros. Para o cálculo dos juros simples, a taxa de juros recai apenas sobre a soma inicial, ou capital, diferentemente dos juros compostos, que têm sua taxa estipulada sobre o capital, mas também sobre os juros e dividendos que se acumulam de tempos em tempos. Resumindo, podemos afirmar que, uma vez determinados os juros simples, não há reingresso a longo prazo desses valores no total do capital, sendo, então, reaplicada a taxa de juros vincenda. Já no caso dos juros compostos, todos os valores que se obtêm a título de juros serão abrangidos no saldo devedor.
Juridicamente, não há um pensamento totalmente homogêneo e pacífico sobre a questão. As normas que regem os juros compostos, no ordenamento jurídico brasileiro, geram inúmeras discussões acerca da legalidade, legitimidade e aplicabilidade ou não dessa espécie de juros ao caso concreto, além de não serem tão claras.
É certo que o anatocismo se concretiza como critério da valoração e formação dos juros a serem pagos a determinado termo, consistindo na possibilidade de o credor somar o valor dos juros vencidos sobre o valor global não pago e, sobre este montante, reaplicar a taxa de juros contratada.
Do ponto de vista da matemática financeira, o conceito de juros compostos é válido e usado regularmente em diversas operações financeiras. Como exemplo bastante recorrente de capitalização com anatocismo e juros compostos, temos a caderneta de poupança. Ocorre que o anatocismo aplicado sobre os rendimentos da caderneta de poupança beneficiam a parte mais fraca e não a instituição bancária. Tal exemplo nos traz a ambiguidade de legitimidade do instituto no ordenamento jurídico e sistema econômico do Brasil: válido para alguns contratos e vedado para outros, conforme as partes e objeto do contrato sobre que recairão os juros compostos.
Como já foi exposto, a atual normativa brasileira sobre a questão entende que os juros compostos são aplicáveis, legais e legítimos, desde que calculados ano a ano, e não mês a mês a exemplo do que ocorre com a caderneta de poupança. Ou seja, podemos afirmar que, hoje, a ocorrência do anatocismo é proibida em período inferior ao de um ano, conforme a “Lei de Usura” - Decreto nº 22 626/33 - que, como vimos, afirma em seu artigo 4º: “É proibido contar juros dos juros: esta proibição não compreende a acumulação de juros vencidos aos saldos líquidos em conta-corrente de ano a ano”. Mas existem exceções a esta regra.

## Exceções à capitalização apenas anual
Legalmente, existe permissão para a capitalização de juros em período inferior a um ano: o caso dos contratos para financiamentos imobiliários, no âmbito do SFI - Sistema de Financiamento Imobiliário. A capitalização de juros nos contratos do SFI só se tornou possível depois da Lei nº 11 977/09, cujo art. 75 alterou diversos dispositivos da Lei nº 4 380/64, que trata do sistema financeiro de habitação, e deu a seu art. 15-A a seguinte redação:
Art. 75. A Lei nº 4 380, de 21 de agosto de 1964, passa a vigorar com as seguintes alterações:
Art. 15-A É permitida a pactuação de capitalização de juros com periodicidade mensal nas operações realizadas pelas entidades integrantes do Sistema Financeiro da Habitação – SFH.
Porém, a Segunda Seção do STJ, em julgamento do Recurso Especial nº 1 070 927, Relator Ministro Luis Felipe Salomão, em setembro de 2009, concluiu que não caberia capitalização mensal de juros nos contratos do Sistema Financeiro de Habitação. Um dos argumentos utilizados é que a cobrança capitalizada de juros é incompatível com o SFH, cuja finalidade é facilitar a aquisição de habitação pela população menos beneficiada.
Há um julgado de umas das turmas, porém, em que o entendimento da 2ª seção não foi adotado: é o REsp nº 726 905-PE, de relatoria do Ministro Humberto Gomes de Barros, sendo a “Caixa Econômica Federal” a recorrente, e o recorrido “Mar de Skorpio Incorporações Ltda.”. Neste caso, o julgador entendeu, com base em jurisprudência existente (REsp. 603 643, de relatoria do Ministro Antônio de Pádua Ribeiro, REsp. 629 487, de relatoria do Ministro Fernando Gonçalves), que aos contratos bancários celebrados a partir de 31.03.2000, quando foi publicada a Medida Provisória nº 1 963-17 (posteriormente editada sob o nº 2 170-36/2000), incide a capitalização mensal, desde que pactuada. E como o contrato objeto do recurso foi celebrado em 13 de julho de 2000, foi dado provimento para permitir a capitalização mensal de juros.
Deve-se ressaltar que este julgado é anterior à Lei nº 11 977/09, que foi a lei que pela primeira vez autorizou expressamente a capitalização dos juros nos contratos do sistema financeiro da habitação.
Assim, feitas as ressalvas das hipóteses sobreditas, os juros vencidos e não pagos apenas integrarão a base de cálculo da incidência de novos juros anualmente. Logo, a possibilidade, em geral, de capitalização dos juros é anual.
Fato já pacificado é a proibição da capitalização de juros mensalmente pelo Decreto 22 262/33, em seu art. 4º, que não foi revogado pela Lei 4 595/64, excluindo-se dela só os casos especiais, a exemplo do crédito rural, industrial ou comercial.
Há no ordenamento jurídico brasileiro a previsão de capitalização de juros para as operações disciplinadas por diversas leis especiais: Decreto-Lei nº 167, de 1967 (Cédula de Crédito Rural); Decreto-Lei nº 413, de 09.01.69 (Cédulas de Crédito Industrial); Lei nº 6 313, de 16.12.75 (Crédito à Exportação); Lei nº 6 840, de 03.11.80 (Cédula de Crédito Comercial e Produto Rural), e por último, a Medida Provisória nº 1 925, de 14.10.99 (Cédula de Crédito Bancário). E, como já se viu, o STJ expressou essa possibilidade via Súmula 93, verbis- "A legislação sobre cédulas de crédito rural, comercial e industrial admite o pacto de capitalização de juros". Note-se que este tema não tem gerado controvérsias no âmbito dos Tribunais Regionais Federais e Tribunais de Justiça Estaduais, que conferem exequibilidade plena a tais títulos de crédito.

## A capitalização de juros no âmbito das instituições financeiras
A possibilidade de as instituições financeiras praticarem ou não a capitalização de juros é tema frequentemente debatido e bastante relevante para analisar a postura dos “bancos” perante uma situação tão recorrente no cotidiano.
A Lei de Usura não veda a capitalização mensal de juros no âmbito das instituições financeiras. O ordenamento jurídico vedava a referida prática, ainda que houvesse autorização contratual, sendo excluídas dessa proibição as cédulas de crédito rural, industrial, comercial e bancário, a teor do que dispõe o art. 4º, do Dec. nº 22 626/33 e Súmula n. 121, do STF.  Porém, o STJ assentou o entendimento de acordo com o qual também é permitida a capitalização mensal de juros nos contratos celebrados por instituições financeiras, depois de 31 de março de 2000, posteriormente à edição da MP n. 1 963-17/00 (reeditada sob o n. 2 170-36/01), com a condição de haver expressa pactuação.
Desta forma, alguns tribunais têm adotado o entendimento do STJ, para também admitir a capitalização mensal de juros nos contratos celebrados por instituições financeiras e assemelhados, desde que posteriores à edição da MP n. 1 963-17/00 (reeditada sob o n. 2 170-36/01), e existindo pactuação expressa.
A cobrança indevida de taxas prejudica o equilíbrio das relações de consumo e a presença de onerosidade excessiva em desfavor de um dos contratantes autoriza a revisão dos contratos, devendo ser aplicado os juros legais previstos no artigo 406 do Código Civil Brasileiro. Cobrar juros sobre juros é cobrar juros que a instituição financeira não emprestou, portanto não os pode cobrar, em seu artigo 51 § 1º, III, diz que é abusiva a cláusula que gera ao consumidor excessiva onerosidade, a chamada dívida impagável. As instituições financeiras deveriam cobrar eventuais juros, taxas e encargos nos percentuais legalmente previstos em lei, não sobre o valor já atualizado, ou seja, não sobre o valor bruto, mas sim sobre o valor líquido, abstendo-se de praticar a capitalização de juros, vez que se trata de prática inaplicável ao negócio jurídico contratado, pois o Art. 4º do Decreto nº. 22.626/33 veda expressamente o anatocismo. Já o § 1º do artigo 52 do Código de Defesa do Consumidor prevê que as multas de mora decorrentes do inadimplemento de obrigações não poderão ser superior a dois por cento do valor da prestação.
A lei veda a prática de capitalização de juros, ou seja, calcular a correção monetária em empréstimos com base em juros compostos, comumente mencionada como "juros sobre juros" - inseridos nos contratos de mútuo com o jargão Tabela Price (Sistema Francês de Amortização) - é proibido pela legislação brasileira, por configurar a capitalização. A Tabela Price gera um distanciamento muito grande do valor mutuado inicialmente com o valor pago após calculados juros e correção monetária, o que sugere uma evolução não-linear da dívida, que cresce de forma exponencial, compatível com cobrança capitalizada de juros (a fórmula M= C X (1+ i)t, descreve a exponenciação do cálculo de juros compostos). A Súmula 93 e 121 do Supremo Tribunal Federal veda a capitalização de juros, ainda que expressamente convencionada, a mais alta Corte de Justiça considera importante a vulnerabilidade do consumidor, que não possui conhecimento sobre matemática financeira, quando concorda com termos incompreensíveis ao homem comum, insertos em contratos de empréstimos bancários.
Também o Código Comercial Brasileiro, artigo 253 proíbe a cobrança de juros compostos: “É proibido contar juros de juros; esta proibição não compreende a acumulação de juros vencidos aos saldos liquidados em conta corrente de ano a ano. Depois que em juízo se intenta ação contra o devedor, não pode ter lugar a acumulação de capital e juros”.
A Corte de Justiça confirma entendimento favorável quanto à nulidade da cláusula que prevê a capitalização de juros: "(...)Ante o exposto, dou provimento ao recurso do autor para reformar a r. sentença e julgar procedente o pedido de declaração de nulidade da cláusula que prevê a aplicação da Tabela Price como sistema de amortização do débito, eis que resulta na cobrança de juros capitalizados, mantendo intacta, a r. sentença, no que concerne às demais questões debatidas. Os juros devem ser calculados na forma simples, havendo, tão só, a capitalização anual (Apelação Cível 20100111361914APC)”.
De acordo com o voto do eminente magistrado, Relator Desembargador João Mariosa, da 3ª Turma Cível TJDF, DJ 30/11/2011 p. 165), no que se refere à Tabela Price: "In casu, o consumidor foi penalizado com a capitalização dos juros, prática proibida pela lei e pela Jurisprudência do Supremo Tribunal Federal, consubstanciada no enunciado nº 121: “É vedada a capitalização de juros, ainda que expressamente convencionada. “A medida provisória, que permite a capitalização de juros em periodicidade inferior a um ano, foi editada antes da celebração do contrato.  No entanto, não pode ser invocada para conferir licitude à cláusula contratual, porque a matéria deve ser disciplinada por intermédio de lei complementar (art. 62, III, da CF). Sobre a utilização da Tabela Price, embora não explicitada no contrato, o Magistrado decidiu pela legalidade de sua utilização. Contudo, cumpre ressaltar que dada a natureza da obrigação do contrato firmado, a utilização do sistema de amortização de parcelas denominado Tabela Price é vista com ressalvas, já que na verdade ela traz embutida a cobrança de juros compostos, o que configura capitalização. Ainda que convencionada no contrato, é vedada a capitalização, a teor da Súmula 121 do STF. A despeito dos argumentos do apelado no sentido de que a aplicação da Tabela Price não enseja a prática de anatocismo, é de se ressaltar que nem entre os especialistas existe consenso acerca do tema, o que só reforça a constatação, de forma inquestionável, que a aplicação de tal sistema viola o princípio da transparência, a que devem observância cogente os contratos sujeitos ao Código de Defesa do Consumidor."
A capitalização de juros contida na Tabela Price, promove ao cliente o pagamento de um débito bem maior que o contratado e a Lei 8 078/90, do Código de Defesa do Consumidor, dispõe sobre a proteção do consumidor e dá outras providências: Art. 39. “É vedado ao fornecedor de produtos ou serviços, dentre outras práticas abusivas (Redação dada pela Lei nº 8.884, de 11.6.1994)”: V - exigir do consumidor vantagem manifestamente excessiva.
Segundo o artigo 42 da Lei 8 078/90, do Código de Defesa do Consumidor, “O consumidor cobrado em quantia indevida tem direito à repetição do indébito, por valor igual ao dobro do que pagou em excesso, acrescido de correção monetária e juros legais, salvo hipótese de engano justificável."
As cláusulas abusivas são nulas de pleno direito, conforme disposição do caput do artigo 51 da Lei 8 078/90, do Código de Defesa do Consumidor: “As instituições financeiras não estão sujeitas a limites na cobrança de juros, sendo vedado o intervencionismo judicial nos contratos privados, salvo nos casos de evidente abusividade”. (5ª Turma Cível TJDF, APC nº 2004.01.1.110265-3, DJ de 21/05/2009, p. 66).